# Municipio de Clay City
El municipio de Clay City (en inglés: Clay City Township) es un municipio ubicado en el condado de Clay en el estado estadounidense de Illinois. En el año 2010 tenía una población de 1287 habitantes y una densidad poblacional de 12,17 personas por km².

## Geografía
El municipio de Clay City se encuentra ubicado en las coordenadas 38°39′58″N 88°19′2″O / 38.66611, -88.31722. Según la Oficina del Censo de los Estados Unidos, el municipio tiene una superficie total de 105.77 km², de la cual 104,34 km² corresponden a tierra firme y (1,35 %) 1,42 km² es agua.

## Demografía
Según el censo de 2010, había 1287 personas residiendo en el municipio de Clay City. La densidad de población era de 12,17 hab./km². De los 1287 habitantes, el municipio de Clay City estaba compuesto por el 99,22 % blancos, el 0,08 % eran afroamericanos, el 0,08 % eran amerindios, el 0,16 % eran asiáticos, el 0,23 % eran de otras razas y el 0,23 % eran de una mezcla de razas. Del total de la población el 0,23 % eran hispanos o latinos de cualquier raza.